# クリトンサウルス
クリトンサウルス Crichtonsaurusは、中生代白亜紀前期の満洲に生息していた曲竜下目の草食恐竜の一種。属名は「マイケル・クライトンのトカゲ」という意味であり、中国語では、「克氏龍」と表記する。映画「ジュラシック・パーク」により、恐竜学の普及に貢献したことを称え、命名された。
全長は約3メートル。アンキロサウルス科に属し、尾の先端が棍棒状になっていた。尾の先端が棍棒状になった仲間は東アジアと北アメリカ大陸の白亜紀後期の地層に集中して産出されることから、クリトンサウルスはその最古のメンバーのひとつとみなされ、尾の先端が棍棒状になった仲間が東アジア発祥であることの証拠と考えられている。